# Мендикулов, Малбагар Мендикулович
Малбагар Мендикулович Мендикулов (10 ноября 1909 — 17 августа 1986) — заслуженный архитектор Казахской ССР, член-корреспондент Академии строительства и архитектуры СССР, основоположник казахстанской советской архитектурной науки, первый кандидат и профессор архитектуры, первый заведующий кафедрой истории и теории архитектуры архитектурного факультета Казахского политехнического института им. В. И. Ленина (впоследствии факультет был преобразован в самостоятельный архитектурно-строительный институт — ныне Казахская головная архитектурно-строительная академия).

## Биография

Бюст, установленный в Алма-Ате

Родился 10 ноября 1909 года в ауле Карабутак Оренбургского уезда Оренбургской губернии (ныне — Адамовский район Оренбургской области).
Окончив с отличием Среднеазиатский индустриальный институт в 1936 г. он получает квалификацию и профессию архитектора по проектированию гражданских зданий и сооружений, а также приглашается на должность преподавателя архитектурного проектирования. С 1937 г. он совмещает преподавание с работой в проектных институтах «Узлегпромпроект» и «Ташгорпроект», где последовательно проходит должностные ступени архитектора, старшего архитектора, и руководителя группы. В «Ташгорпроект» он работал над проектированием центра столицы Узбекистана, в частности проспекта Навои и театра им. А. Навои. Одной из любимых его творческих детищ того периода был Ангренский дюкер Большого Ташкентского канала. Он объяснял это тем, что Большой Ташкентский канал дал воду в безводные районы Узбекистана.
В 1941 г. доверяется ответственный пост главного архитектора г. Ташкента. Одновременно он является Председателем Правления Союза архитекторов Узбекистана.
До Второй мировой войны работал главным архитектором города Ташкент добровольцем ушел на фронт. Победу 9 мая 1945 года встретил в г. Росток (Германия) в звании майора. В сентябре 1945 был демобилизован, и, хотя командование предлагало ему остаться на сверхсрочную службу, он вернулся в Узбекистан, где возглавил республиканскую проектную организацию «Узпланпроект».
Под его руководством проектируются и строятся ряд уникальных объектов в Ташкенте.
В 1947 году правительство Казахстана приглашает зодчего М. Мендикулова в Алма-Ату, с этого момента и до самой смерти работает в Казахстане.
В 1955 году был назначен начальником Управления по делам архитектуры и строительства при Совете Министров КазССР. Несколько позднее, при образовании в г. Алматы Казахского филиала Академии строительства и архитектуры СССР, избран первым его Президентом. В 1957 году был избран членом-корреспондентом Академии строительства и архитектуры СССР.
С 1964 г. по 1971 г. работал начальником архитектурно-планировочного управления (АПУ) города, главным архитектором города Алматы. Именно при нём началась реконструкция и планировка общественного центра Алматы, разрабатывался генеральный план развития города и реконструкция проспекта им. В. И. Ленина (в настоящее время пр. Достык). М. М. Мендикулов является одним из авторов реконструкции и застройки общественных центров г. Ташкента, Алматы, Нукуса — столиц Узбекистана, Казахстана, Каракалпакии, им оказана практическая помощь при планировке городов Шымкента, Жезказгана, Гурьева и др.
Он является автором ряда интересных объектов, построенных в Казахстане. В их числе: Дворец бракосочетаний. Административный корпус винзавода, памятники-бюсты Жамбылу Жабаеву и Мухтару Ауэзову, кафе «Карлыгаш» и «Айна-Булак» и др. в г. Алматы, является автором реконструкции музея Абая в г. Семипалатинске, одним из авторов варианта проекта Казахского павильона на Всесоюзной сельскохозяйственной выставке в г. Москве и др.
Дети: Мухтар, Алибек, Галихан (Алтай) и Гульнара
Умер 17 августа 1986 года в Алма-Ате, похоронен на Кенсайском кладбище города.